# PL-17
De PL-17 (NAVO-codenaam CH-AA-12 Auger) is een hypersonische lucht-luchtraket van China. Het lancerende vliegtuig geleidt de raket met traagheidsnavigatie, satellietnavigatie en datalink. Vlakbij zoekt de raket zelf haar doel met AESA radar en infraroodcamera.
Ze werd in november 2016 voor het eerst gelanceerd en is sinds oktober 2022 in dienst.
De taak zou zijn om AWACS en tankvliegtuigen uit te schakelen.